# Cadria
Cadria (Cadèrgia nella parlata locale) è la piccola frazione di 7 abitanti del Comune di Magasa nella provincia di Brescia, in Lombardia. Situata su un pianoro della Valle del Droanello a 943 m s.l.m. dista circa sei chilometri dal capoluogo. È il paese natale degli avi di Antonio Pace fu Pasino, padre di Domenica, madre di san Daniele Comboni, l'evangelizzatore dell'Africa, contadino di professione, presente nella riviera di Salò verso la fine del 1700.

## Origine del nome
L'origine del toponimo è incerta e secondo alcuni ricercatori deriverebbe dal celtico "cader" che significa monte, col significato quindi di un villaggio costruito su un monte o pianoro, mentre per altri dal greco "catà e oros", che significa ai piedi del monte o dal latino "cado" che indica la parte dove tramonta il sole o "quadrivium" (quadrivio) e infine, ultima ipotesi, lo fa derivare dal basso latino "cadrus" che sta a indicare la misura del terreno o l'angolo così pure concordano i linguisti Cesare Battisti e Elisabetta Ventura che osservano come in Trentino la parola "quadra" avesse il significato di divisione amministrativa nelle antiche "vicinie", le comunità medioevali, forse derivata dalle centuriazione romane. Per Carlo Battisti Càdero di Veddasca e Cadregna, monte del Varessotto, hanno la stessa origine. 
A nord dell'abitato nei dintorni della presa dell'acquedotto austriaco esiste un prato detto Prà de Gargnà (Trad. Prato di Gargnano), il toponimo non trova l'origine da terminazioni territoriali fra le antiche comunità bensì dal nome dell'antico possessore del fondo, forse dal latino Garenianus, dal nome personale Garenius, da Carnianus o da Carnius,  il che testimonia le primitive frequentazioni del villaggio.

## Storia
La storia di Cadria inizia in tempi antichissimi e le sue origini risalirebbero ad insediamenti di popolazioni celtiche. In epoca medievale, la frazione fu dominata da famiglie come i Lodron o gli Asburgo. Successivamente fu confine tra la Val Vestino e la Repubblica di Venezia (o "Serenissima") e più avanti tra l'Impero austro-ungarico e il Regno d'Italia. Secoli dopo, nel 1945, i cieli di Cadria furono teatro di uno scontro aereo che coinvolse il 1º Gruppo caccia "Asso di bastoni", con a capo Adriano Visconti, della Repubblica Sociale Italiana guidata da Benito Mussolini.

## Monumenti e luoghi di interesse

### La chiesetta di San Lorenzo

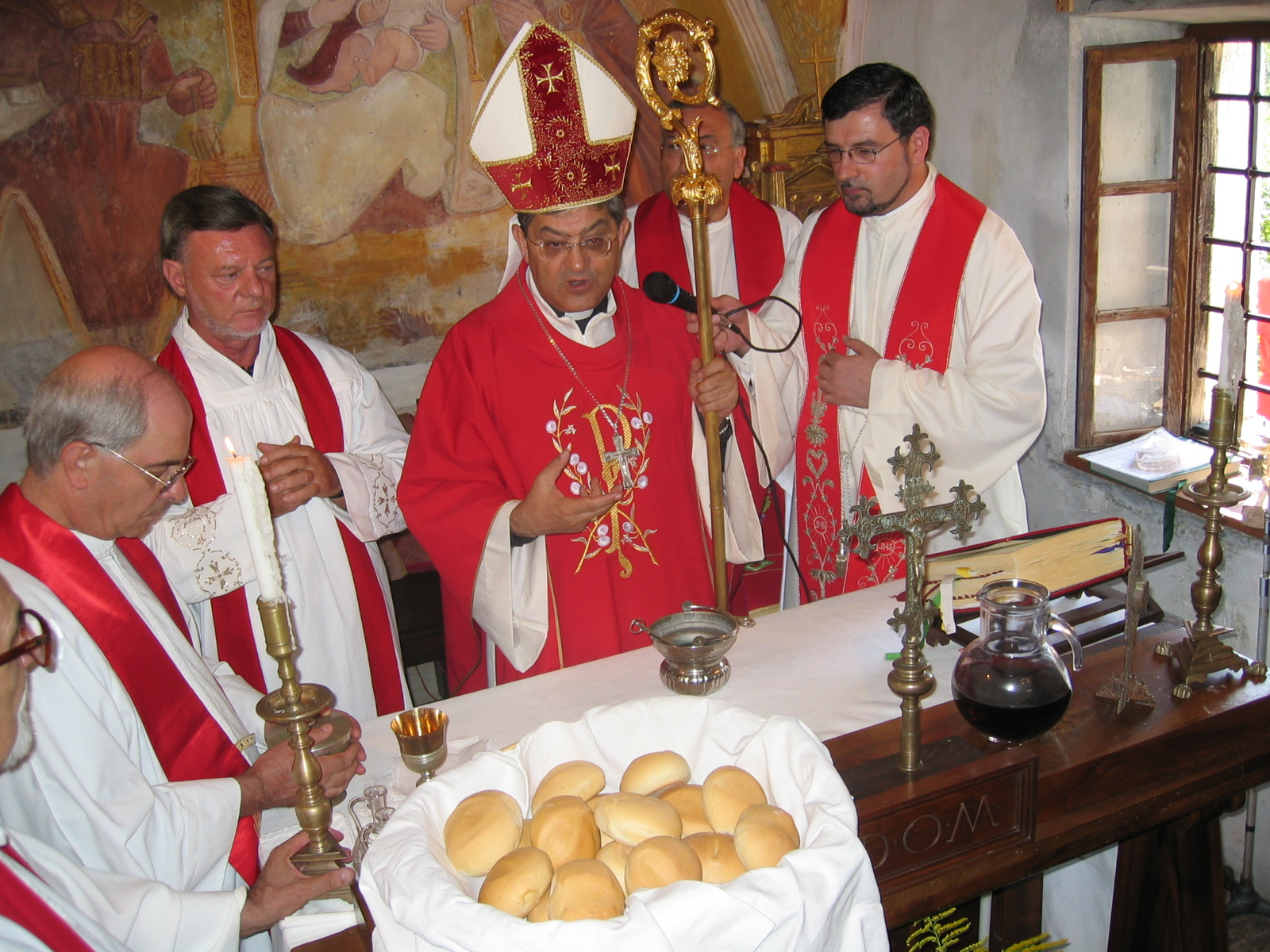
10 agosto 2004. Il cardinale Crescenzio Sepe celebra la messa nella chiesa di San Lorenzo

Poco al di sotto dell'abitato, su un pendio, sorge la piccola ma graziosa chiesetta dedicata a San Lorenzo. È documentata per la prima volta nell'aprile del 1537 nella relazione dei due delegati vescovili della diocesi di Trento, dai quali peraltro non fu mai visitata, il canonico Alberto degli Alberti d'Enno e il pievano Giorgio Akerle da Borgo Valsugana, uomini di specchiata virtù, inviati in visita pastorale nella diocesi di Trento dal cardinale Bernardo Clesio, come cappella dipendente dalla chiesa di san Giovanni Battista di Turano.
Sarà ispezionata unicamente nel luglio del 1750 da un sacerdote delegato dal coadiutore del principe vescovo di Trento, Leopoldo Ernesto dei Conti di Castel Firmiano, il quale accertava con puntigliosa solerzia che ogni 10 agosto e il primo venerdì di maggio, per uso antico, si faceva una processione religiosa da Magasa a Cadria; nel Comune non si vedeva un vescovo da 97 anni, da 56 anni non s'impartiva la Cresima e nella borgata vi abitavano trenta famiglie, altre quattro nei fienili in località Provaglio e sette al Fornello.
Secondo alcuni il tempietto fu edificato dai Longobardi, restaurato e dipinto nel 1547; questo lo si deduce dalla scritta posta sopra l'affresco presente sulla facciata e raffigurante il santo patrono, il quale è pure festeggiato il 10 agosto. In questo giorno, dal 1588 per volontà

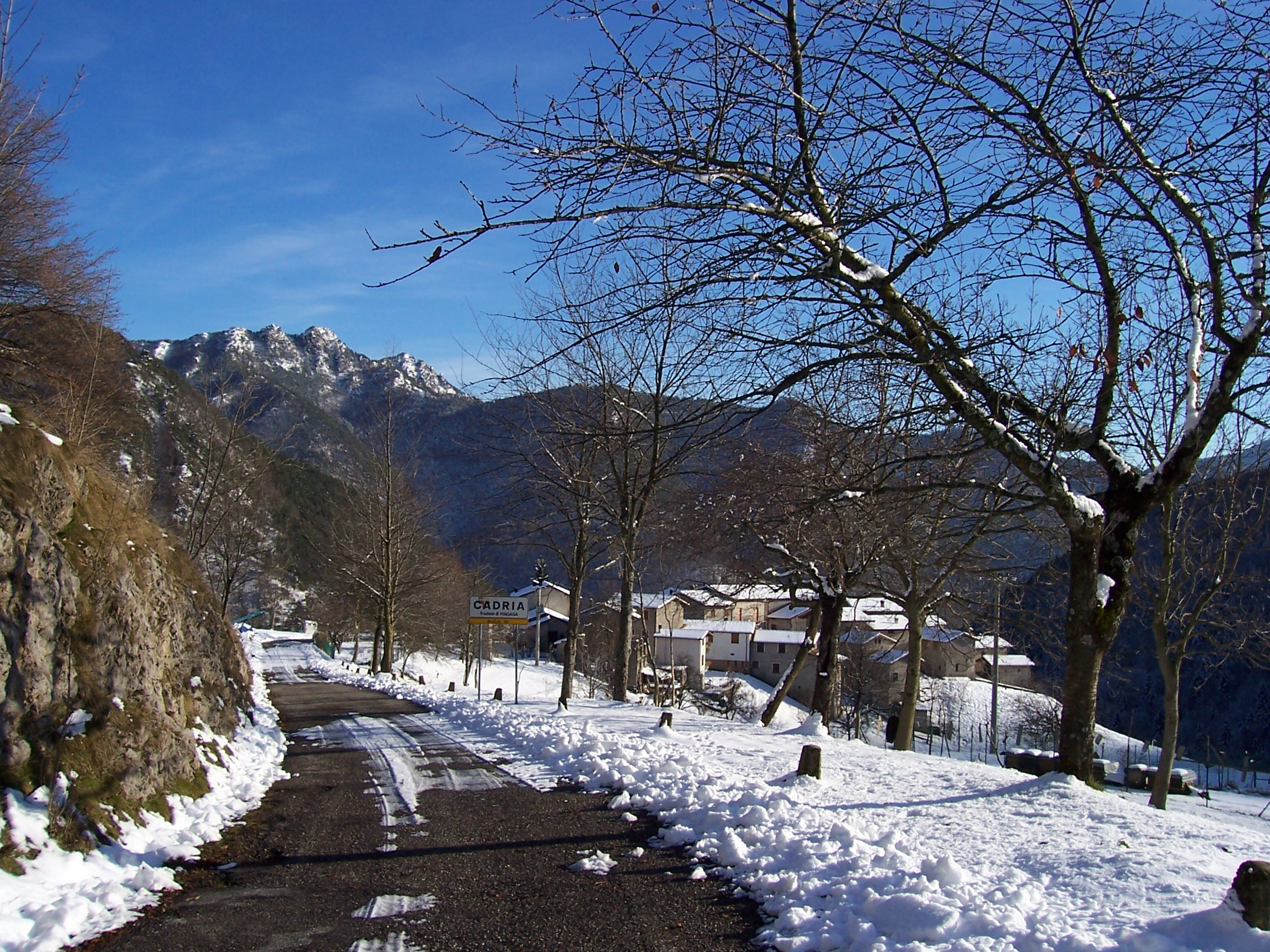
Cadria

dell'Amministrazione Comunale e della disinteressata disponibilità di due incaricati, si perpetua ininterrottamente, secondo quanto stabilito dal Pio “Legato Pane e Vino”, la tradizionale donazione ad ogni partecipante alla messa di un pane e un quinto di vino. Giornate storiche furono pure quelle del 10 agosto 2003 e 2004 quando giunse in visita di cortesia il cardinale Crescenzio Sepe, prefetto della Congregazione “De propaganda Fide” per l'evangelizzazione dei popoli.
Giunto a Cima Rest in elicottero, proveniente da Riva del Garda, l'alto prelato volle in questo modo omaggiare il paese natale della madre del beato Daniele Comboni, l'evangelizzatore dell'Africa, nato a Limone sul Garda e proclamato santo il 5 ottobre 2003 da papa Giovanni Paolo II. Il cardinale celebrò la messa affiancato da due vescovi e dai due parroci di Valle, benedisse la distribuzione del pane, la lapide marmorea collocata nella chiesetta a perenne ricordo delle sue due storiche visite e presenziò all'intitolazione della piazzetta alla memoria del santo limonese (2004).